# Liste der Biografien/Mci
Liste der Biografien |
Portal Biografien |
Personensuche
# |
A |
B |
C |
D |
E |
F |
G |
H |
I |
J |
K |
L |
M |
N |
O |
P |
Q |
R |
S |
T |
U |
V |
W |
X |
Y |
Z |
?
 
Ma |
Mb |
Mc |
Md |
Me |
Mf |
Mg |
Mh |
Mi |
Mj |
Mk |
Ml |
Mm |
Mn |
Mo |
Mp |
Mq |
Mr |
Ms |
Mt |
Mu |
Mv |
Mw |
Mx |
My |
Mz
 
Mca |
Mcb |
Mcc |
Mcd |
Mce |
Mcf |
Mcg |
Mch |
Mci |
Mcj |
Mck |
Mcl |
Mcm |
Mcn |
Mco |
Mcp |
Mcq |
Mcr |
Mcs |
Mct |
Mcu |
Mcv |
Mcw
Die Liste der Biografien führt alle Personen auf, die in der deutschsprachigen Wikipedia einen Artikel haben. Dieses ist eine Teilliste mit 151 Einträgen von Personen, deren Namen mit den Buchstaben „Mci“ beginnt.

## Mci

### Mcia
- McIan, Robert Ronald (1803–1856), schottischer Maler

### Mcil
- McIlhargey, Jack (1952–2020), kanadischer Eishockeyspieler, -trainer und -scout
- McIlraith, George (1908–1992), kanadischer Politiker
- McIlrath, Dylan (* 1992), kanadischer Eishockeyspieler
- McIlrath, Tim (* 1978), US-amerikanischer Leadsänger und Gitarrist
- McIlravy, Lincoln (* 1974), US-amerikanischer Ringer
- McIlroy, Douglas (* 1932), US-amerikanischer Informatiker
- McIlroy, James (1879–1968), britischer Arzt und Polarforscher
- McIlroy, Jimmy (1931–2018), nordirischer Fußballspieler und -trainer
- McIlroy, Louise (1874–1968), schottische Ärztin und Autorin
- McIlroy, Rory (* 1989), nordirischer GolferRory McIlroy (* 1989)

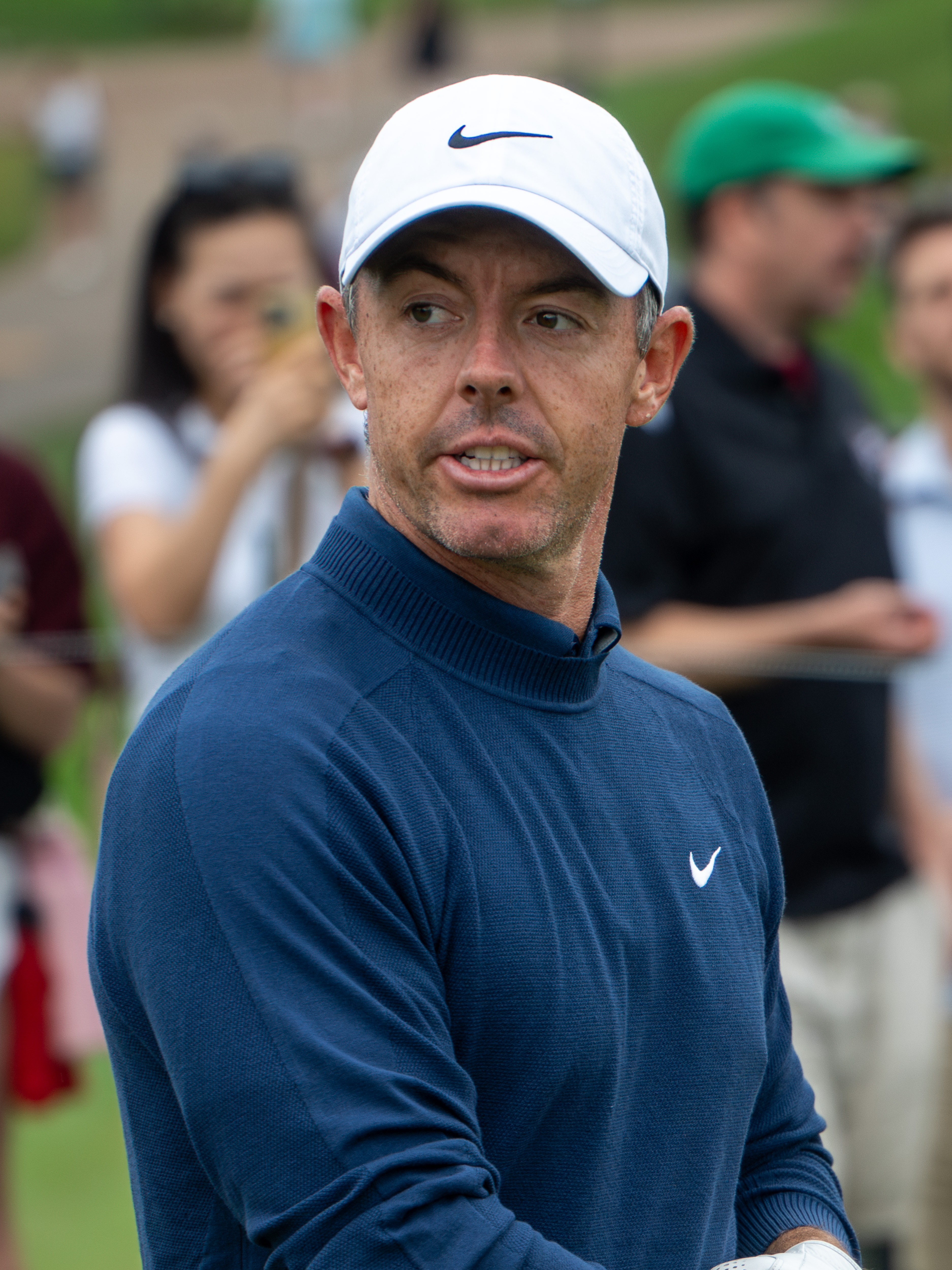
Rory McIlroy (* 1989)

- McIlroy, Sammy (* 1954), nordirischer Fußballspieler und -trainer
- McIlroy, William (1906–1983), britischer Simulant und Dauer-Patient in Krankenhäusern
- McIlvaine, Abraham Robinson (1804–1863), US-amerikanischer Politiker
- McIlvaine, Charles (1903–1975), US-amerikanischer Ruderer
- McIlvaine, Jim (* 1972), US-amerikanischer Basketballspieler
- McIlvaine, Joseph (1769–1826), US-amerikanischer Politiker
- McIlvane, Matt (* 1985), US-amerikanischer Eishockeyspieler und -trainer
- McIlvanney, William (1936–2015), britischer Schriftsteller
- McIlveen, David (* 1981), nordirischer Politiker, Mitglied der Nordirlandversammlung
- McIlveen, Michelle, nordirische Politikerin (DUP), Mitglied der Nordirlandversammlung
- McIlwaine, Ellen (1945–2021), US-amerikanische Singer-Songwriterin und Slide-Gitarristin
- McIlwraith, Thomas (1824–1903), kanadischer Ornithologe und Geschäftsmann

### Mcin
- McInally, Alan (* 1963), schottischer FußballspielerAlan McInally (* 1963)

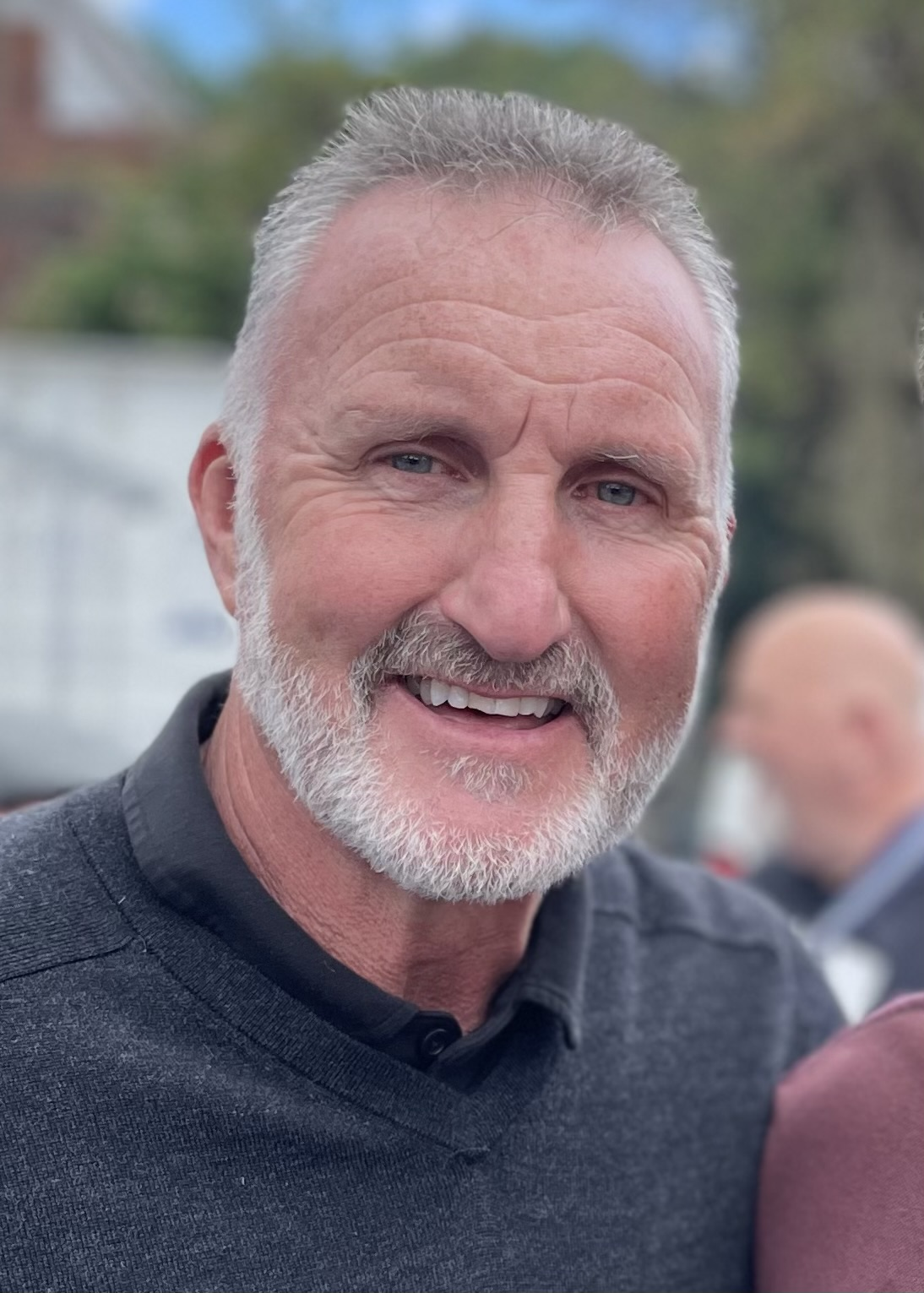
Alan McInally (* 1963)

- McIndewar, John, schottischer Fußballspieler
- McIndoe, Michael (* 1979), schottischer Fußballspieler
- McIndoe, Walter D. (1819–1872), US-amerikanischer Politiker
- McInerney, Jack (* 1992), US-amerikanischer Fußballspieler
- McInerney, Jay (* 1955), US-amerikanischer Schriftsteller
- McInerney, Lisa (* 1981), irische Schriftstellerin
- McInerney, Thomas (* 1937), US-amerikanischer Offizier, Generalleutnant der US Air Force
- McInerny, Lily (* 1998), US-amerikanische Schauspielerin
- McInerny, Ralph (1929–2010), US-amerikanischer Schriftsteller und Philosoph
- McInnerny, Tim (* 1956), britischer SchauspielerTim McInnerny (* 1956)

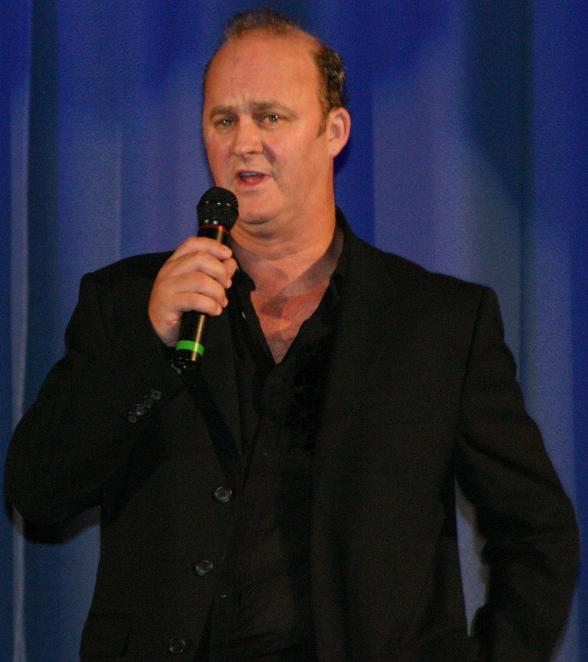
Tim McInnerny (* 1956)

- McInnes, Alison (* 1957), schottische Politikerin
- McInnes, Colin (* 1960), britischer Politikwissenschaftler
- McInnes, Derek (* 1971), schottischer Fußballspieler und -trainer
- McInnes, Dugald (1877–1929), schottisch-kanadischer Sportschütze
- McInnes, Gavin (* 1970), Komiker und Schauspieler
- McInnes, James (1901–1974), schottischer Politiker
- McInnes, John (1878–1950), australischer Politiker, Sprecher des South Australian House of Assembly
- McInnes, John (* 1939), kanadischer Skispringer
- McInnes, Stewart (1937–2015), kanadischer Politiker
- McInnes, Thomas Robert (1840–1904), kanadischer Politiker, Vizegouverneur von British Columbia
- McInnes, William Beckwith (1889–1939), australischer Maler
- McInnis, Jeff (* 1974), US-amerikanischer Basketballspieler
- McInnis, Marty (* 1970), US-amerikanischer Eishockeyspieler
- McInnis, Scott (* 1953), US-amerikanischer Politiker
- McInroy, Kerr (* 2000), schottischer Fußballspieler
- McIntaggart, Peggy (* 1961), kanadische Schauspielerin und Model
- McIntire, Albert (1853–1935), US-amerikanischer Politiker
- McIntire, Clifford (1908–1974), US-amerikanischer Politiker
- McIntire, John (1907–1991), US-amerikanischer Schauspieler
- McIntire, Katherine (1876–1960), US-amerikanische Malerin und Kunstpädagogin
- McIntire, Ray (1918–1996), US-amerikanischer Chemieingenieur
- McIntire, Rufus (1784–1866), US-amerikanischer Politiker
- McIntire, Samuel (1757–1811), US-amerikanischer Architekt und Bildhauer
- McIntire, William Watson (1850–1912), US-amerikanischer Politiker
- McIntosh, Aaron (* 1972), neuseeländischer Windsurfer
- McIntosh, Alan (1942–2016), australischer Mathematiker
- McIntosh, Andrew, Baron McIntosh of Haringey (1933–2010), britischer Politiker und Life Peer
- McIntosh, Avis (* 1938), neuseeländische Hürdenläuferin und Sprinterin
- McIntosh, David M. (* 1958), US-amerikanischer Politiker
- McIntosh, Diana (1932–2022), kanadische Pianistin, Komponistin und Performancekünstlerin
- McIntosh, Genista, Baroness McIntosh of Hudnall (* 1946), britische Theateragentin, Theaterdirektorin und Politikerin der Labour Party
- McIntosh, Gordon (1925–2019), australischer Politiker (ALP)
- McIntosh, Helen, schottische Badmintonspielerin
- McIntosh, Hugh D. (1876–1942), australischer Sportveranstalter, Theaterunternehmer und Zeitungsverleger
- McIntosh, Irwin (1926–1988), kanadischer Verleger, Vizegouverneur von Saskatchewan
- McIntosh, J. Richard (* 1939), US-amerikanischer Zellbiologe und Biophysiker
- McIntosh, J. T. (1925–2008), schottischer Science-Fiction-Schriftsteller
- McIntosh, John F. (1846–1918), schottischer Eisenbahningenieur
- McIntosh, Kenny (* 2000), US-amerikanischer American-Football-Spieler
- McIntosh, LaMont (* 1982), US-amerikanischer Basketballspieler
- McIntosh, Lyndsay (* 1955), schottische Politikerin
- McIntosh, Maggie (* 1947), US-amerikanische Politikerin
- McIntosh, Maggie A., schottische Badmintonspielerin
- McIntosh, Malcolm (1888–1960), australischer Politiker (Liberal and Country League)
- McIntosh, Mary Susan (1936–2013), britische Soziologin und Autorin
- McIntosh, Pollyanna (* 1979), britische SchauspielerinPollyanna McIntosh (* 1979)

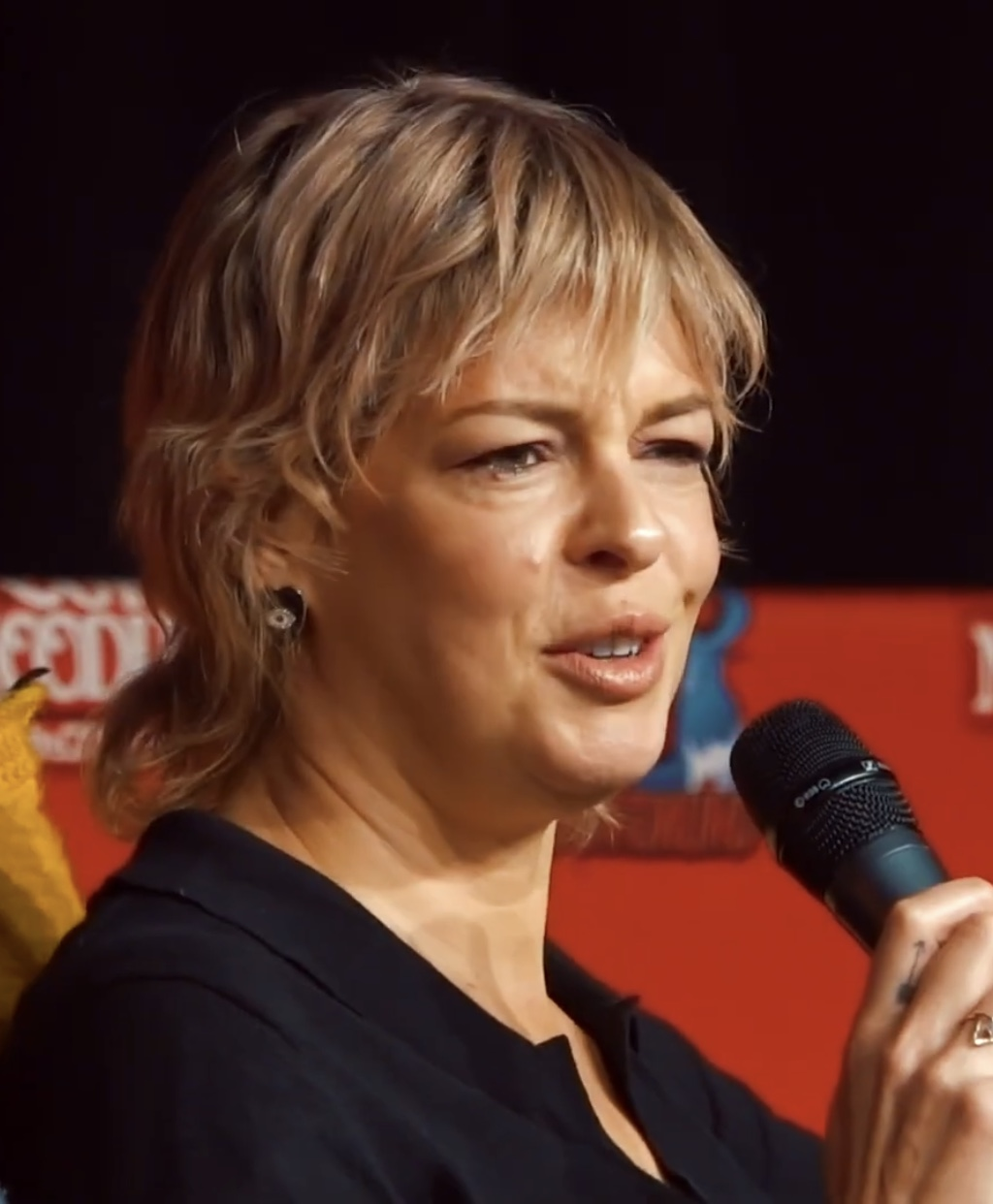
Pollyanna McIntosh (* 1979)

- McIntosh, Raasin (* 1982), liberianisch-US-amerikanische Hürdenläuferin
- McIntosh, Robbie (* 1957), britischer Rockgitarrist, Mitglied der Pretenders
- McIntosh, Robert (* 1953), südafrikanischer Radrennfahrer
- McIntosh, Robert A. (* 1943), US-amerikanischer Offizier, Generalmajor der US Air Force
- McIntosh, Robert J. (1922–2008), US-amerikanischer Politiker
- McIntosh, Samantha (* 1975), neuseeländische Springreiterin
- McIntosh, Sean (* 1985), kanadischer Autorennfahrer
- McIntosh, Shannon (* 1965), US-amerikanische Filmproduzentin
- McIntosh, Summer (* 2006), kanadische Schwimmerin
- McIntosh, Thomas, schottischer Fußballspieler
- McIntosh, Thomas (* 1762), britischer Seemann
- McIntosh, Thomas (1938–2015), US-amerikanischer Pianist
- McIntosh, Timothy (* 1997), US-amerikanischer Volleyballspieler
- McIntosh, Tom (1927–2017), US-amerikanischer Jazzmusiker
- McIntosh, Troy (* 1973), bahamaischer Leichtathlet
- McIntosh, Will (* 1962), US-amerikanischer Schriftsteller und Psychologe
- McIntosh, William (1775–1825), Häuptling der Muskogee, Unterzeichner des Vertrags von Indian Springs
- McIntosh, William Carmichael (1838–1931), schottischer Mediziner und Zoologe
- McIntyre, Alan (* 1949), neuseeländischer Hockeyspieler
- McIntyre, Alastair (1927–1986), britischer Filmeditor und Tongestalter
- McIntyre, Alistair, schottischer Badmintonspieler
- McIntyre, Alister (1932–2019), grenadischer Diplomat und Politiker (CARICOM)
- McIntyre, Andrew (1855–1941), schottischer Fußballspieler
- McIntyre, Angus, schottischer Musiker
- McIntyre, Annabelle (* 1996), australische Ruderin
- McIntyre, Anthea (* 1954), britische Politikerin (Conservative Party), MdEP
- McIntyre, Archibald (1772–1858), US-amerikanischer Händler und Politiker
- McIntyre, David (* 1987), kanadischer Eishockeyspieler
- McIntyre, Donald (* 1934), neuseeländischer Opernsänger (Bassbariton)
- McIntyre, Drew (* 1985), schottischer WrestlerDrew McIntyre (* 1985)

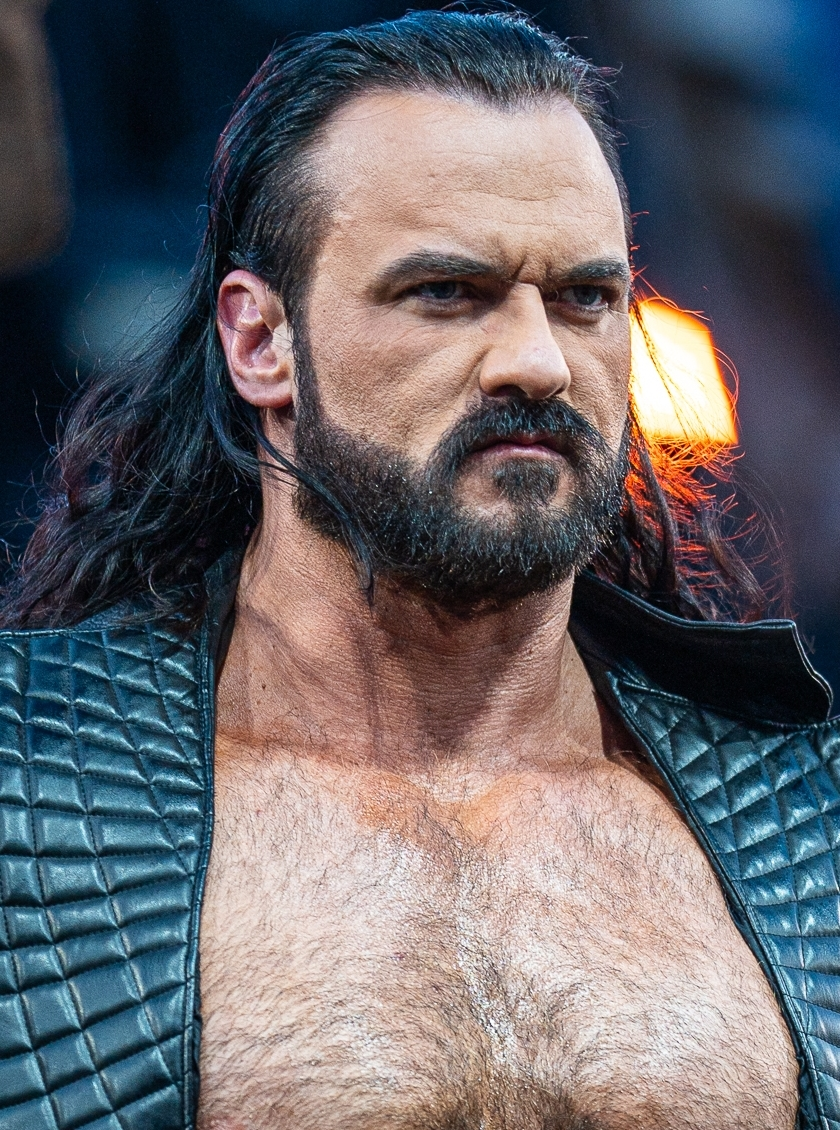
Drew McIntyre (* 1985)

- McIntyre, Earl, US-amerikanischer Jazz-Posaunist, Arrangeur und Komponist
- McIntyre, Eilidh (* 1994), britische Seglerin
- McIntyre, Guy (* 1961), US-amerikanischer American-Football-Spieler
- McIntyre, Hal (1914–1959), US-amerikanischer Jazzmusiker und Bigband-Leader
- McIntyre, Ian (* 1974), kanadischer Eishockeyspieler
- McIntyre, James, schottischer Fußballschiedsrichter und -spieler
- McIntyre, James (1858–1943), schottischer Fußballspieler
- McIntyre, James Francis (1886–1979), US-amerikanischer Geistlicher und Erzbischof von Los Angeles
- McIntyre, James T. (* 1940), US-amerikanischer Rechtsanwalt, Direktor des Office of Management and Budget (OMB)
- McIntyre, Jessica (* 1976), britisch-französische Schauspielerin
- McIntyre, Joey (* 1972), US-amerikanischer Sänger und MusicaldarstellerJoey McIntyre (* 1972)

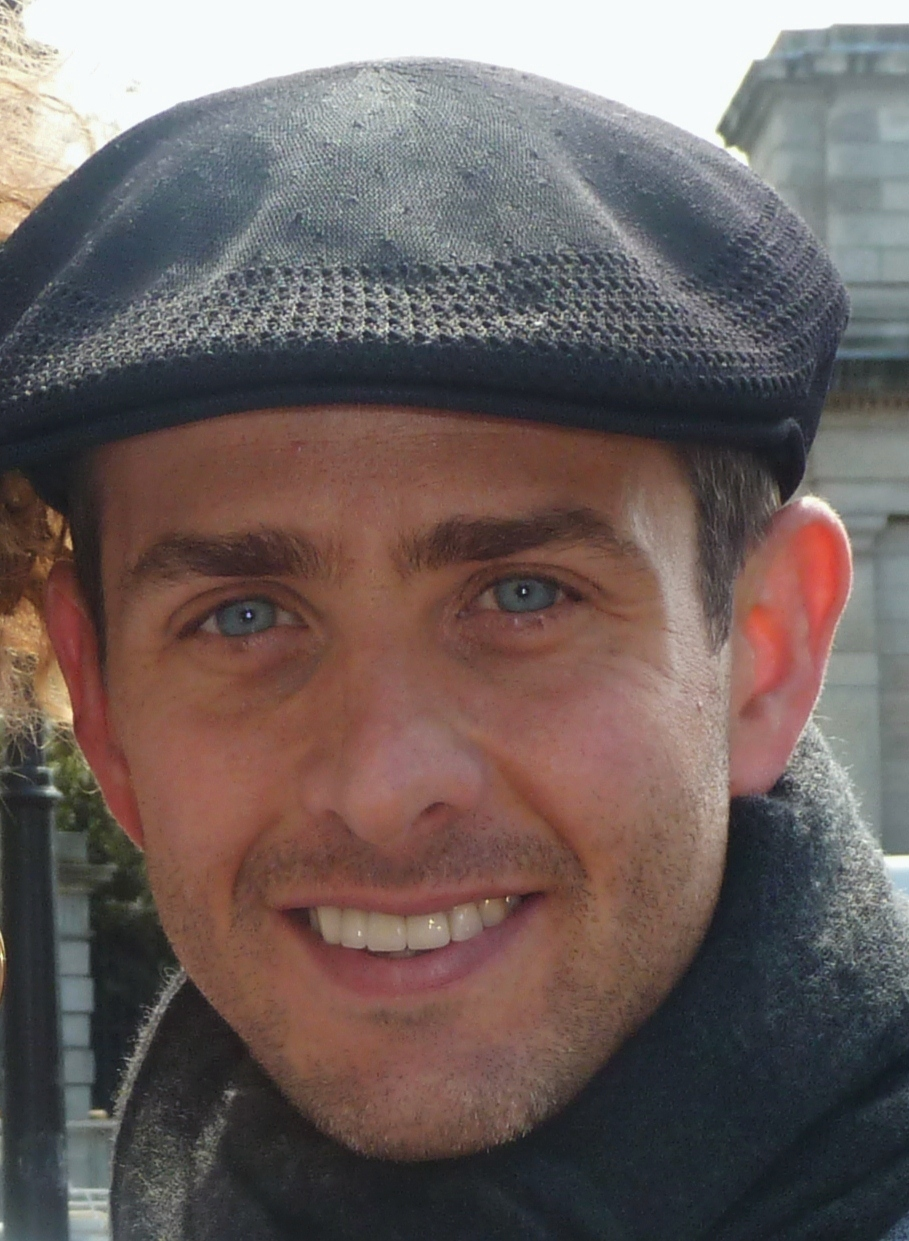
Joey McIntyre (* 1972)

- McIntyre, John (1855–1935), Erzbischof von Birmingham
- McIntyre, John (1916–2005), schottischer Theologe und Moderator der Church of Scotland
- McIntyre, John (* 1969), kanadischer Eishockeyspieler
- McIntyre, John J. (1904–1974), US-amerikanischer Politiker
- McIntyre, John Joseph (* 1963), US-amerikanischer Geistlicher und Weihbischof in Philadelphia
- McIntyre, Kalaparusha Maurice (1936–2013), US-amerikanischer Saxophonist und Klarinettist
- McIntyre, Ken (1931–2001), US-amerikanischer Jazz-Altsaxophonist, Oboist, Flötist und Klarinettist
- McIntyre, Kerry (* 1968), US-amerikanisch-österreichischer Basketballspieler
- McIntyre, Liam (* 1982), australischer Schauspieler
- McIntyre, Liz (* 1965), US-amerikanische Freestyle-Skisportlerin
- McIntyre, Michael (* 1956), britischer Segler
- McIntyre, Michael (* 1976), britischer Komiker
- McIntyre, Mike (* 1956), US-amerikanischer Politiker
- McIntyre, Paul (1931–2020), kanadischer Komponist, Pianist, Dirigent und Musikpädagoge
- McIntyre, Peter Adolphus (1840–1910), kanadischer Politiker, Vizegouverneur von Prince Edward Island
- McIntyre, Pinoke (1934–2019), kanadischer Eishockeyspieler
- McIntyre, Roger (* 1962), schottischer Curler
- McIntyre, Stephen (* 1947), kanadischer Bergbauspezialist und Klimaskeptiker
- McIntyre, Sue, Ökologin
- McIntyre, Terrell (* 1977), US-amerikanischer Basketballspieler
- McIntyre, Thomas J. (1915–1992), US-amerikanischer Politiker
- McIntyre, Thongchai (* 1958), thailändischer Sänger
- McIntyre, Vonda N. (1948–2019), US-amerikanische Science-Fiction-Schriftstellerin
- McIntyre, W. L., vincentischer Jurist
- McIntyre, Zane (* 1992), US-amerikanischer Eishockeytorwart

### Mciv
- McIver, LaMonica (* 1986), US-amerikanische Politikerin der Demokratischen Partei
- McIver, Lewis, 1. Baronet (1846–1920), britischer Politiker
- McIver, Nathan (* 1985), kanadischer Eishockeyspieler und -trainer
- McIver, Rose (* 1988), neuseeländische SchauspielerinRose McIver (* 1988)

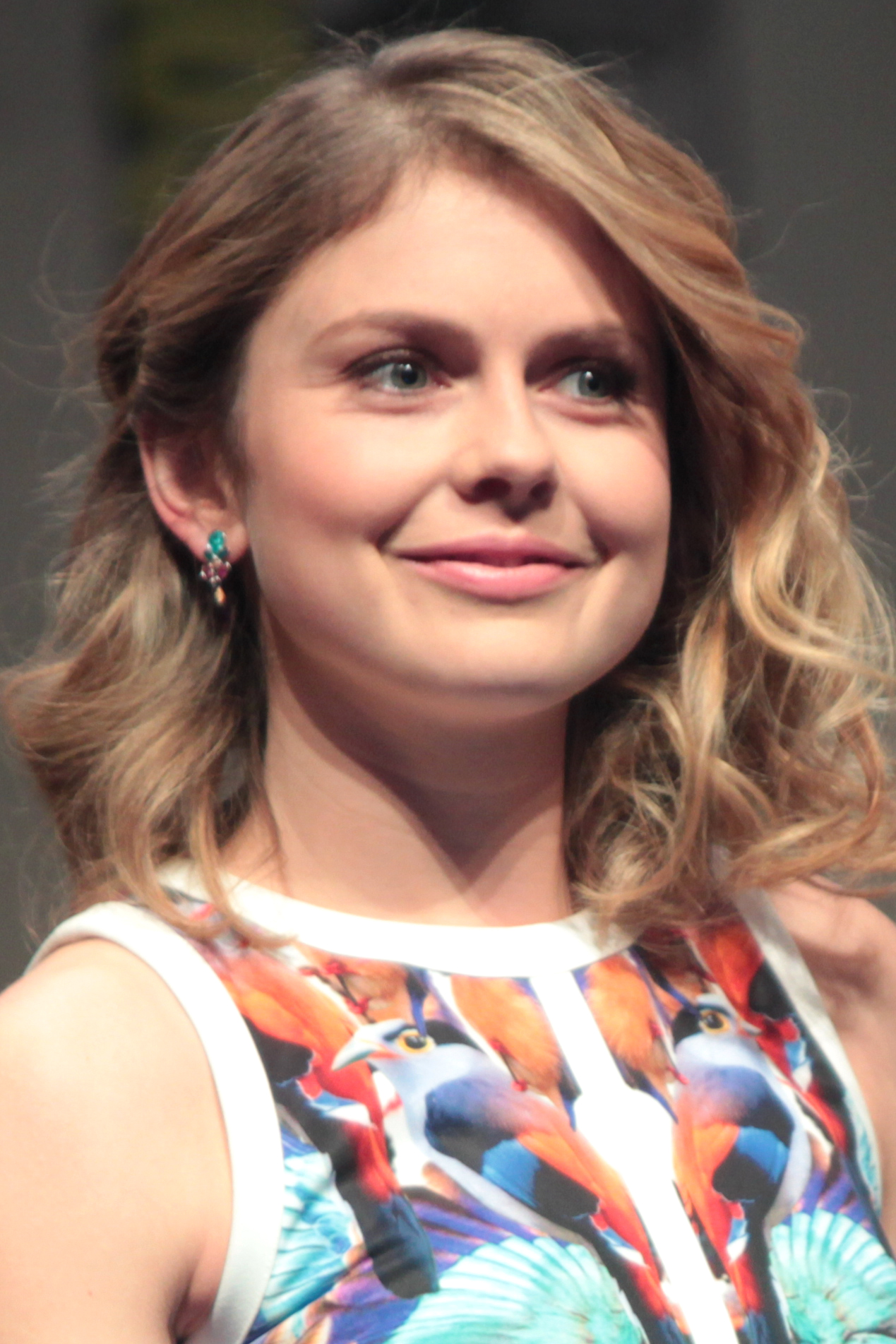
Rose McIver (* 1988)

- McIvor, Ashleigh (* 1983), kanadische Freestyle-Skisportlerin